# Lunca Asău
Lunca Asău – wieś w Rumunii, w okręgu Bacău, w gminie Asău. W 2011 roku liczyła 814 mieszkańców.